# گروه تئاتر بازی
گروه تئاتر بازی به سرپرستی آتیلا پسیانی، توسط او و همسرش از سال ۱۳۶۸ با هدف ایجاد یک گروه تجربی که ادامه دهنده راه کارگاه نمایش و آغازگر تئاتر تجربی در ایران از سال ۱۳۴۷ بود، تأسیس شده است.

## رویکردها
گروه تئاتر بازی تا به حال نشان داده‌ که به سه جنبه از تئاتر تجربی بها داده است. اول: قصه‌پردازی، دوم: ایده‌های اجرایی و سوم: پرفورمانس.
- اول: قصه‌پردازی: منظور این است که با آن که در این نوع آثار قصه وجود دارد، اما سعی بر آن است تا در روایت و قصه‌پردازی حرکات نوتر و خلاقه‌تری پیش روی مخاطب قرار گیرد و مخاطب با اثری غیرقابل پیش‌بینی در زمان روایت و اجرا مواجه شود.
- دوم: پرداختن به ایده‌های اجرایی. گاهی گروه تئاتر بازی بدون قصه و یا کمرنگ شدن قصه سعی بر آن دارد تا در صحنه بر پایه حضور بازیگر و بدنش و استفاده از ابزار و اثاثیه به عنوان امکانات صحنه‌ای و ابزار بازی نمایشی را شکل بدهد. در این میان هر‌از‌گاهی یک عنصر برجسته می‌شود تا مابقی عناصر در خدمت آن قرار گیرند و در پایان توانمندی‌های صحنه‌ای بر مخاطب آشکار شود. به نوعی کنکاش علمی، دقیق و ظریف و زیبایی شناسانه در صحنه صورت می‌گیرد. نوعی پژوهش تئاتری در ابزار و امکانات اجرایی است که ما را در مقابل پتانسیل‌های بالفعل ‌تئاتر قرار می‌دهد. البته همچنان آئین ‌سر رشته اصلی در تمام این کنکاش‌هاست.
- سوم: پرفورمانس یکی دیگر از دغدغه‌های گروه تئاتر بازی است. پرفورمانس در اتکا و التقاط هنرهای چندگانه با ابزار و تجهیزات مدرن امکان‌پذیر می‌شود. هنری که برگرفته از تئاتر، هنرهای تجسمی، معماری، موسیقی، رقص، سینما، ویدئو، مجسمه و... است. هدف تلفیق هنرهاست تا در این دنیای سرشار از پیچیدگی‌ها بتوان مخاطب را نسبت به آن چه لمس می‌کند، تحریک کرد. مولتی مدیا هنری تلفیقی و ترکیبی است و بر آن است تا پیوندی بین زندگی و هنر برقرار کند. شاید این نوع مواجهه با هنر ضمن رد کردن تمام تعاریف کلاسیک از هنر ما را با وضعیتی نوین از هنر آشنا سازد.

گروه تئاتر بازی در پرفورمنس‌های خود بر آن است تا تجربیات تئاتری خود را در پیوند با دیگر هنرها به منصه ظهور ‌رسانده و‌ اتفاق دیگرگونه‌ای را مقابل دیدگان تماشاگر قرار دهد. این همان شیوه‌ای است که می‌تواند امکانات و پتانسیل‌های تئاتری را بیشتر بر مخاطبان آشکار کند.
حاصل تجربیات گروه تئاتر بازی در مواجهه با گروه‌های دانشجویی می‌تواند پس از آموختن مبانی کارگردانی و بازیگری، به عنوان شیوه‌ای در خور تامل آموزنده باشد. شیوه‌ای که بازیگران را فعال‌تر می‌کند تا در پی راه یافتن به رموز بدن بتوانند در صحنه فعالانه‌تر حضور موثر داشته باشند. از سوی دیگر کارگردانان و طراحان صحنه، نور و صدا نیز در دل این مکاشفات با فرآیند غیر معمول روبه‌رو می‌شوند تا به دنبال ایجاد دنیاهای ناشناخته برای خود و مخاطبان‌شان باشند. جسارتی که همه چیز را دور می‌ریز‌د تا تازه‌ها و ناشناخته‌ها پیش روی قرار گیرد. این فرآیند غیر معمول فقط در دل کارگاه‌های بی‌شمار و با اتوودها و مشق‌های بسیار محقق می‌شود.
شاید این راه یکی از بهترین متدها برای گسترش آگاهانه تئاتر تجربی در ایران باشد. گروه تئاتر بازی یکی از فعال‌ترین و پیشروترین گروه‌های تجربی در ایران است و افراد زیادی نیز از این تجربیات تأثیرات فراوان گرفته‌اند.
در حال حاضر آتیلا پسیانی از سرپرستی این گروه کناره‌گیری کرده تا اعضای جوان‌تر گروه، مسئولیت بیشتری در برنامه‌ریزی‌ها داشته باشند. بر همین اساس و بعد از رأی‌گیری اعضا، ستاره پسیانی، سرپرستی این گروه را عهده‌دار شد.